# Galeon
Galeon — веб-браузер для рабочей среды GNOME, основанный на Mozilla.
Основной целью проекта было создание лёгкого и быстрого веб-браузера, лишённого дополнительной функциональности Mozilla (почтового клиента, редактора веб-страниц и т. п.) и хорошо встраивающегося в среду GNOME. Эта цель частично отражена в девизе проекта — «the web, only the web» (в переводе с англ. — «веб и только веб»).
В 2002 году создатель Galeon — Марко Песенти Гритти — отделился от команды разработчиков ввиду разногласий касательно будущего проекта. Марко желал создать веб-браузер, который будет простым в использовании для неопытного человека, в соответствии с общей тенденцией проекта GNOME к упрощению пользовательского интерфейса. В итоге Марко создал новый веб-браузер Epiphany, впоследствии ставший официальным браузером GNOME. Разработка же Galeon замедлилась, и в конце концов в 2005 году ведущие разработчики Galeon приняли решение реализовать недостающие в Epiphany функции в виде расширений к самому Epiphany. Таким образом, разработка Galeon как самостоятельного веб-браузера по состоянию на 2007 год фактически прекращена. Тем не менее, 27 сентября 2008 года был выпущен Galeon версии 2.0.7, содержащий помимо исправления ошибок новую функциональность.

## Внешние ссылки
- Galeon: the web, only the web (англ.) — официальный веб-сайт проекта Galeon.
- Galeon, A History (англ.) — история Galeon до 2003 года.
- Galeon Future (англ.) — разработчик Galeon о будущем проекта.